# Pairote Sokam
Pairote Sokam (thailändisch ไพโรจน์ โสคำ, * 24. August 1987 in Khon Kaen) ist ein thailändischer Fußballspieler.

## Karriere

### Verein
Seinen ersten Vertrag unterschrieb Pairote Sokam 2011 bei Muangthong United. Nach einem Jahr und acht Spielen wurde er an den damaligen Erstligisten Esan United, dem heutigen Sisaket FC, ausgeliehen. Für Esan spielte er 22 Mal in der Thai Premier League. Zum Ligakonkurrenten Suphanburi FC nach Suphan Buri wurde er 2013 ausgeliehen. Hier absolvierte er 29 Spiele. 2014 wechselte er nach Bangkok zu Police United. Police belegte am Saisonende den 16. Platz und musste somit in die Zweite Liga absteigen. 2015 wurde er mit Police Meister der Zweiten Liga und schaffte somit den sofortigen Wiederaufstieg. 2016 unterschrieb er einen Vertrag beim PT Prachuap FC, einem Verein, der in Prachuap beheimatet ist. Mit dem Verein, der den 17. Tabellenplatz belegte, stieg er abermals in die Zweite Liga ab. Der Zweitligaaufsteiger Nongbua Pitchaya FC aus Nong Bua Lamphu nahm ihn 2017 unter Vertrag. Für den Club absolvierte er bis 2018 29 Spiele. Die Saison 2019 stand er beim Erstligaaufsteiger Trat FC unter Vertrag. Für den Verein aus Trat absolvierte er vier Erstligaspiele. Im Februar 2020 unterschrieb er einen Vertrag beim Zweitligisten Khon Kaen United FC. Für den Klub aus Khon Kaen absolvierte er 2020 ein Zweitligaspiel. Ende 2020 wurde sein Vertrag nicht verlängert.
Seit dem 1. Januar ist er vertrags- und vereinslos.

### Nationalmannschaft
Von 2013 bis 2014 spielte Pairote Sokam zweimal in der thailändischen Nationalmannschaft.  Sein Debüt gab er am 15. Juni 2013 in einem Freundschaftsspiel gegen China.

## Erfolge
Police United
2015 – Thai Premier League Division 1